# 吳樹梅
吳樹梅（1852年—？），字燮臣，山東歷城縣人，清朝政治人物。進士出身。
同治六年（1867年），鄉試中舉；光緒二年（1876年）丙子恩科二甲第一名進士（傳臚），改庶吉士。光緒三年，任翰林院編修。光緒五年，任江西鄉試副考官。光緒八年，任河南鄉試正考官。次年，教習庶吉士、武英殿總纂、國史館協修、功臣館纂修。光緒十一年，任南書房行走。光緒十四年，任浙江鄉試副考官。后升任國子監司業。光緒十六年，任會試同考官。此後升任國子監祭酒。光緒二十四年，任內閣學士、戶部左侍郎兼管三庫事務。后任湖南學政。